# Brandon Lee W.
Brandon Lee W. ist ein US-amerikanischer Schauspieler und Filmschaffender.

## Leben
Lee W. stammt ursprünglich aus Gary, Indiana, zog später nach Nashville, Tennessee, um ein Studium an der HBCU Tennessee State University zu beginnen. Während seines Studiums an der TSU führte Brandon Regie und trat in Theaterstücken wie A Raisin in the Sun und Simply Heavenly auf. Gleichzeitig wurde er Mitglied der T.E Poag Player's Guild & Phi Beta Sigma Fraternity Inc. Er verließ die TSU mit dem Bachelor of Arts in Theaterschauspiel. Er machte seinen Master in Filmschauspiel an der New York Film Academy. Er wirkte unter anderen am Stück SWEAT unter der Regie von David Robinette am Kaminski Theatre sowie am Stück The African American Experience unter der Regie von Alan R. Nettles am Fox Lewis Theatre mit.
Ab 2019 spielte er in verschiedenen Kurzfilmen mit. Seine erste größere Filmrolle hatte er 2021 in Aquarium of the Dead in der Rolle des Skylar. 
Er gründete die Filmproduktionsfirma Word Power Creations LLC über die er den Film Uno Out produzierte. Er war außerdem als Regisseur und als Schauspieler in der Rolle des David tätig.

## Filmografie (Auswahl)

### Schauspiel
- 2019: StoryGive: Every Two Minutes (Kurzfilm)
- 2019: Guilty by Association (Kurzfilm)
- 2019: Home (Kurzfilm)
- 2019: He Was Here (Kurzfilm)
- 2020: Tinseltown (Miniserie, Episode 1x02)
- 2020: Calm Down (Kurzfilm)
- 2020: Still Got Joy
- 2021: Free Machine (Kurzfilm)
- 2021: AM Radio
- 2021: Aquarium of the Dead
- 2021: The House (Kurzfilm)
- 2021: Worth Fighting For (Kurzfilm)
- 2021: Tone-Def Underground (Fernsehserie, 2 Episoden, verschiedene Rollen)
- 2022: Little Lawyer (Miniserie, Episode 1x01)
- 2022: Uno Out

## Filmschaffender
- 2021: Tone-Def Underground (Fernsehserie, Episode 1x03; Drehbuch, Produktion)
- 2022: Uno Out (Produktion, Regie)

## Theater (Auswahl)
- A Raisin in the Sun
- Groundlings Improv, Regie: Suzanne Kent, Groundlings
- SWEAT, Regie: David Robinette, Kaminski Theatre
- The African American Experience, Regie: Alan R. Nettles, Fox Lewis Theatre
- Let's Straighten It Out, Regie: George Darden, Messiah Church
- Simply Heavenly, Regie: Mark Payne, Fox Lewis Theatre